# Hryschkiwzi
Hryschkiwzi (ukrainisch Гришківці; russisch Гришковцы Grischkowzy) ist eine Siedlung städtischen Typs im Süden der ukrainischen Oblast Schytomyr mit etwa 4200 Einwohnern (2015).

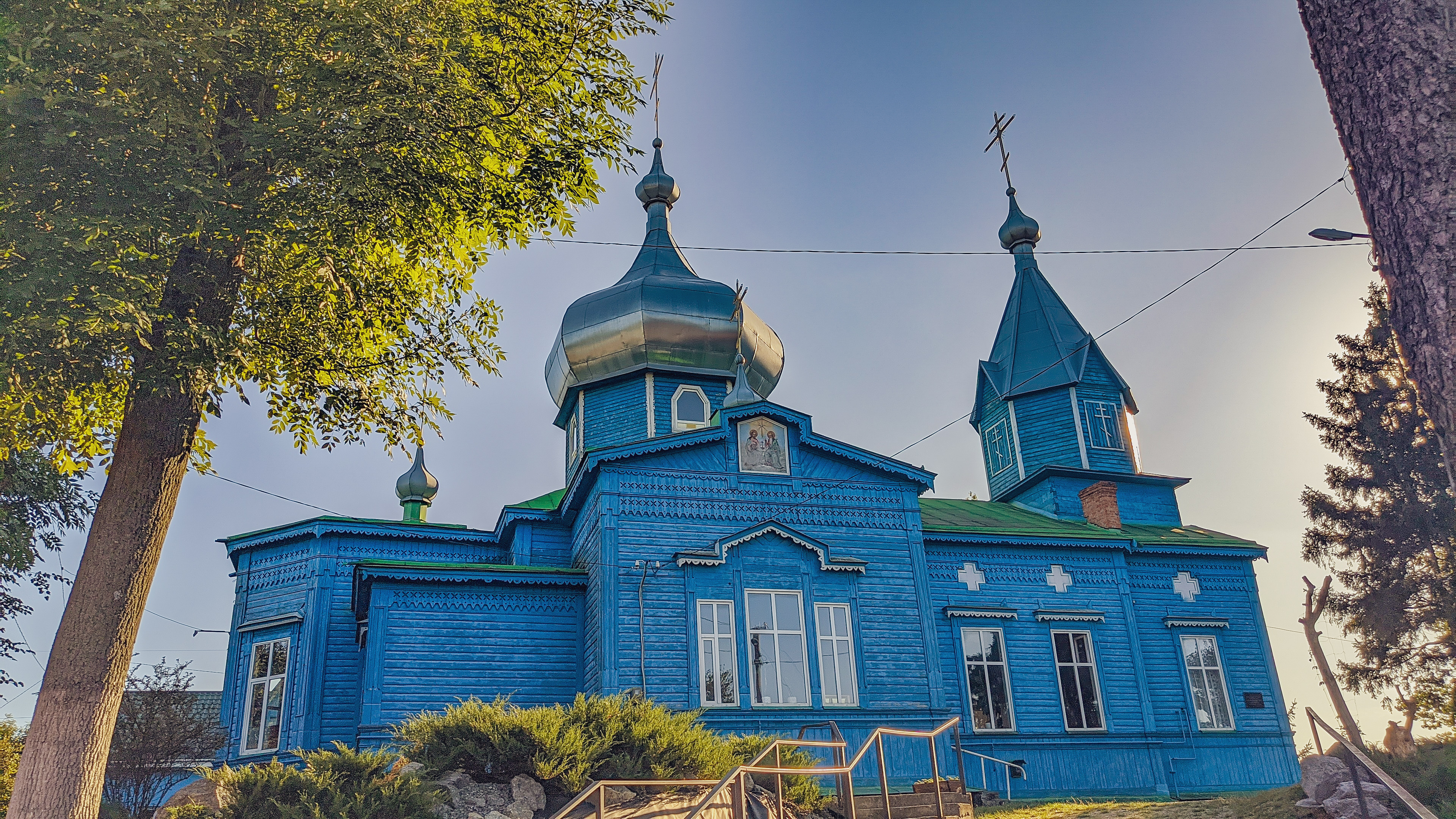
Kirche im Ort

Die 1775 gegründete Ortschaft erhielt 1938 den Status einer Siedlung städtischen Typs. Hryschkiwzi liegt an der Fernstraße M 21 6 km nördlich des Stadtzentrums von Berdytschiw und 38 km südlich von Schytomyr.

## Verwaltungsgliederung
Am 17. Mai 2018 wurde die Siedlung zum Zentrum der neugegründeten Siedlungsgemeinde Hryschkiwzi (ukrainisch Гришковецька селищна громада/Hryschkowezka selyschtschna hromada), zu dieser zählen auch noch die 15 in der untenstehenden Tabelle aufgelistetenen Dörfer sowie die Ansiedlung Chmeljowe, bis dahin bildete sie die gleichnamige Siedlungratsgemeinde Hryschkiwzi (Гришковецька селищна рада/Hryschkowezka selyschtschna rada) im Zentrum des Rajons Berdytschiw.
Folgende Orte sind neben dem Hauptort Hryschkiwzi Teil der Gemeinde:
| Name                     | Name            | Name                             |
| ukrainisch transkribiert | ukrainisch      | russisch                         |
| ------------------------ | --------------- | -------------------------------- |
| Ahatiwka                 | Агатівка        | Агатовка (Agatowka)              |
| Chmeljowe                | Хмельове        | Хмелевое (Chmelewoje)            |
| Chmelyschtsche           | Хмелище         | Хмелище (Chmelischtsche)         |
| Dubowa                   | Дубова          | Дубовая (Dubowaja)               |
| Haltschyn                | Гальчин         | Гальчин (Galtschin)              |
| Hwisdawa                 | Гвіздава        | Гвоздава (Gwosdawa)              |
| Kukilnja                 | Кукільня        | Кукильня                         |
| Nowyj Solotwyn           | Новий Солотвин  | Новый Солотвин (Nowy Solotwin)   |
| Nykoniwka                | Никонівка       | Никоновка (Nikonowka)            |
| Ossykowe                 | Осикове         | Осыково (Ossykowo)               |
| Polowezke                | Половецьке      | Половецкое (Polowezkoje)         |
| Reja                     | Рея             | Рея                              |
| Schurbynzi               | Журбинці        | Журбинцы (Schurbinzy)            |
| Sjomaky                  | Сьомаки         | Сёмаки (Sjomaki)                 |
| Skakiwka                 | Скаківка        | Скаковка (Skakowka)              |
| Staryj Solotwyn          | Старий Солотвин | Старый Солотвин (Stary Solotwin) |

## Persönlichkeiten
- Natalija Wassyljuk (* 10. Juni 1978), Artistin